# Veerle Baetens

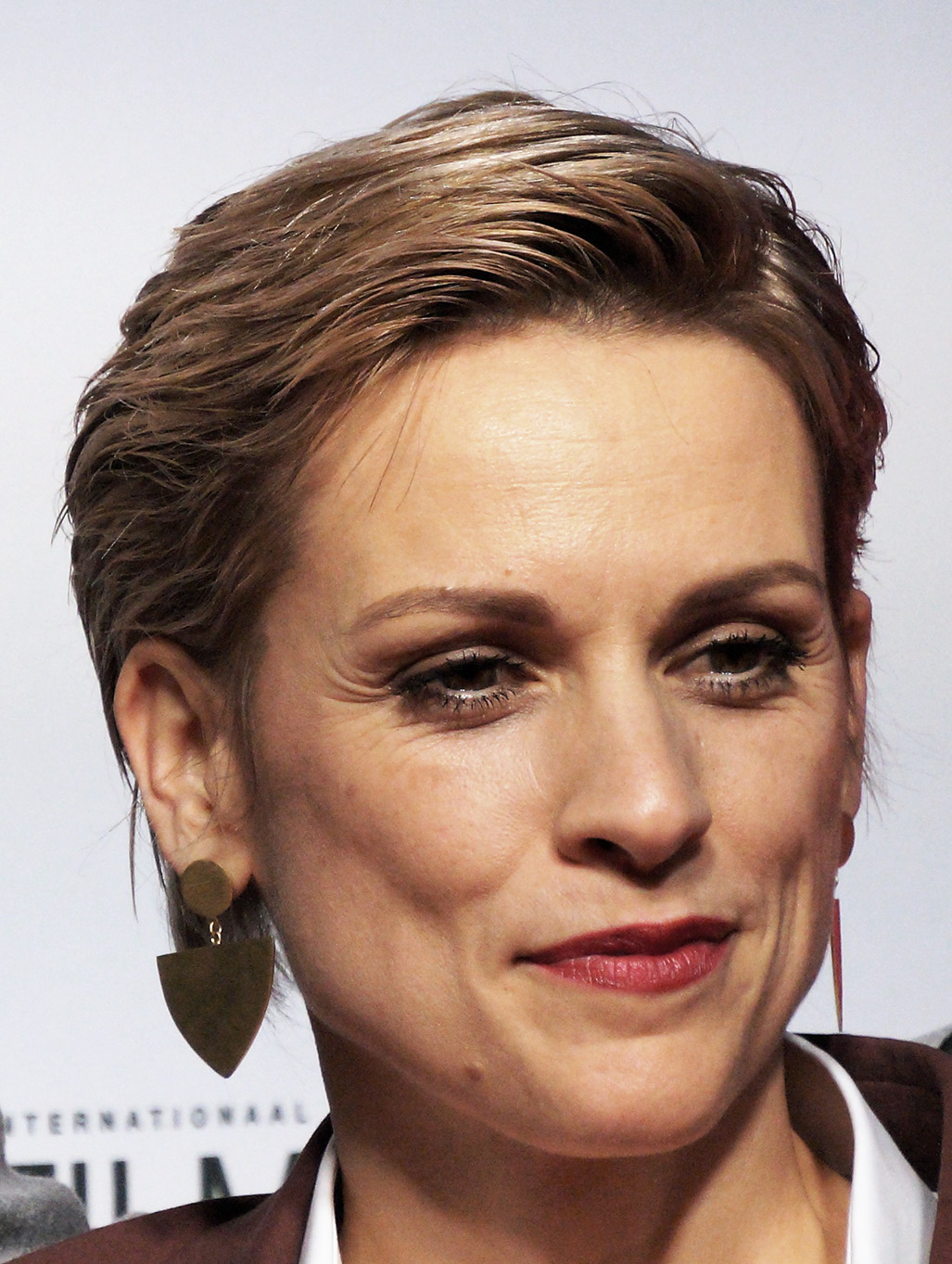
Veerle Baetens (2021)

Veerle Baetens (* 24. Januar 1978 in Brasschaat, Provinz Antwerpen, Flandern) ist eine belgische Schauspielerin, Filmregisseurin, Autorin, Sängerin.

## Leben
Veerle Baetens erhielt ihre musikalische Ausbildung am Institut für Dramatische Kunst des Königlichen Konservatoriums in Brüssel. Baetens spielte seitdem mehrere Theater- und Musicalrollen und wirkte in den letzten Jahren in mehreren Fernsehserien und Filmen mit.
Ihren großen Durchbruch feierte Baetens mit der Telenovela Sara in den Jahren 2007 und 2008. Im international hoch gelobten belgischen Kinofilm Loft – Tödliche Affären spielte sie 2008 eine Hauptrolle. Auch als Musicaldarstellerin erntete sie Erfolge, so spielte sie in dem Musical Pippi Langstrumpf die Hauptrolle und gewann dafür 2005 den John Kraaijkamp Musical Award.
2012 brachte sie mit ihrer Band Dallas ein Album namens Take It All heraus.
Ihr Regiedebüt Het smelt feierte im Januar 2023 beim Sundance Film Festival seine Premiere, wo der Film im World Cinema Dramatic Competition gezeigt wird.
Baetens lebt zusammen mit ihrem Lebenspartner im belgischen Overijse, wo sie am 23. Oktober 2008 eine Tochter zur Welt brachte.

## Filmografie (Auswahl)

### Schauspielerin
- 2002: Alias – Tödliche Liebe (Alias)
- 2006: Windstärke 10 – Einsatz auf See (Windkracht 10: Koksijde Rescue)
- 2007–2008: Sara (Fernsehserie)
- 2008: Loft – Tödliche Affären (Loft)
- 2009–2012: Code 37 (Fernsehserie)
- 2012: The Broken Circle
- 2013: The White Queen (Miniserie)
- 2013: Het vonnis
- 2014: Halfweg
- 2014: Cordon (Fernsehserie)
- 2015: The Team (Fernsehserie)
- 2015: Un début prometteur
- 2015: The Ardennes – Ohne jeden Ausweg (D’Ardennen)
- 2016: News from Planet Mars (Des nouvelles de la planète Mars)
- 2016: Hinter den Mauern (Au-delà des murs, Miniserie)[3]
- 2017: Rabbit
- 2017: Tabula Rasa (Fernsehserie)
- 2018: A Bluebird in My Heart
- 2018: Duelles
- 2018: Une sœur (Kurzfilm)
- 2019: Das Land meines Vaters (Au nom de la terre)
- 2020–2021: Cheyenne & Lola (Fernsehserie)
- 2021: Dealer
- 2022: À l'ombre des filles

### Regie
- 2023: Het smelt

## Auszeichnungen
- 2005: „John Kraaijkamp Musical Award“ in der Kategorie Weibliche Hauptrolle in einem Musical
- „Flämischer Musical-Award“ für aufstrebende Talente
- 2008: „Flämischer TV-Star“ als beste Schauspielerin für die VTM-Telenovela Sara, Publikumspreis als populärste TV-Persönlichkeit und Schauspielerin der populärsten Fernsehsendung
- 2013: Europäischer Filmpreis in der Kategorie Beste Darstellerin für The Broken Circle
- 2013: Jurypreis des Tribeca Film Festivals in der Kategorie Beste Darstellerin in einem Spielfilm für The Broken Circle
- 2016: Magritte in der Kategorie Beste Hauptdarstellerin für Un début prometteur
- 2020: Magritte in der Kategorie Beste Hauptdarstellerin für Duelles